# Audacity
Az Audacity egy szabad és nyílt forráskódú több platformos digitális audió-szerkesztő program.
A program forráskódja GNU General Public License alatt lett kiadva. A GUI-hoz a wxWidgets könyvtárat használták fel.
Az Audacity-t Dominic Mazzoni készítette a Google-től, mialatt egyetemista diák volt a Carnegie Mellon University-n. Dominic Mazzoni még mindig a fő fejlesztője és karbantartója az Audacity-nek.

## Egyedi jellemzők
- Importálni és exportálni lehet WAV, AIFF, MP3 (a LAME MP3 Encoder-en keresztül), Ogg, Vorbis és más fájl formátumokat
- Hangfelvétel és lejátszás
- Szerkesztés: vágás, másolás, beillesztés (korlátlan Visszavonás funkcióval)[2]
- Többsávos keverés
- Digitális effektek és effekt plug-inek. További effekteket lehet írni a Nyquist segítségével
- Amplitudószerkesztő
- Zajeltávolítás
- Többcsatornás mód támogatása, a mintavétel egészen felmehet 100 kHz-ig 24 bites mintákkal
- A zene lejátszási idejének pontos meghatározása a hangmagasság megtartásával – ezt például videóanyaghoz való illesztéskor lehet jól használni
- Nagy számú plug-in érhető el
- Több platformos (Microsoft Windows, Linux, Mac operációs rendszereken lehet vele dolgozni)

## Oktatás
Szabad szoftverként az Audacity népszerű az oktatásban, a fizika- és informatikaórák mellett egyetemi hangtechnikai és rádiós kurzusok segédeszközeként is.